# Bloomington (Indiana)
Bloomington ist eine City im Monroe County im US-Bundesstaat Indiana, Vereinigte Staaten, mit 79.168 Einwohnern (Stand: 2020). Sie liegt 80 km südlich von Indianapolis. Das Stadtgebiet hat eine Größe von 51,6 km².
Bloomington ist der Standort des Hauptkampus der Indiana University mit rund 42.000 Studenten und Sitz des Kinsey Institute for Sex Research, der renommierten Jacobs School of Music, der Kelley School of Business sowie der Maurer School of Law.

## Einwohner
Bloomington ist demografisch stark durch die Studenten und Angestellten der Indiana University geprägt.

### Volkszählung 2010
Gemäß der Volkszählung im Jahre 2010 waren 83,0 % der Einwohner Weiße, 8,0 % Asiaten und 4,6 % Afroamerikaner (der Rest verteilte sich auf andere). Der Prozentsatz von Einwohnern mit asiatischen Wurzeln ist mit 8 % für den Bundesstaat Indiana recht hoch und ist vor allem durch die Universität, die auch viele ausländische Studenten und Lehrkräfte anzieht, bedingt.

### Volkszählung 2000
Gemäß der Volkszählung im Jahre 2000 waren 87,0 % Weiße, 5,3 % Asiaten und 4,2 % Afroamerikaner (der Rest verteilte sich auf andere). 22,9 % gaben an, deutscher Abstammung zu sein; 10,2 % waren hauptsächlich irischer und 9,1 % englischer Abstammung.

### Einwohnerentwicklung
| Jahr      | 1850  | 1900  | 1950   | 1980   | 1990   | 2000   | 2010   | 2020   |
| Einwohner | 1.305 | 6.460 | 28.163 | 52.044 | 60.633 | 69.291 | 80.405 | 79.168 |

Quelle: US Census Bureau

## Sehenswürdigkeiten
- Indiana Memorial Union
- John L. Nichols House
- Eskenazi Museum of Art
- Denkmal für den (zukünftigen) Geburtsort des Star-Trek-Charakters Kathryn Janeway[3]

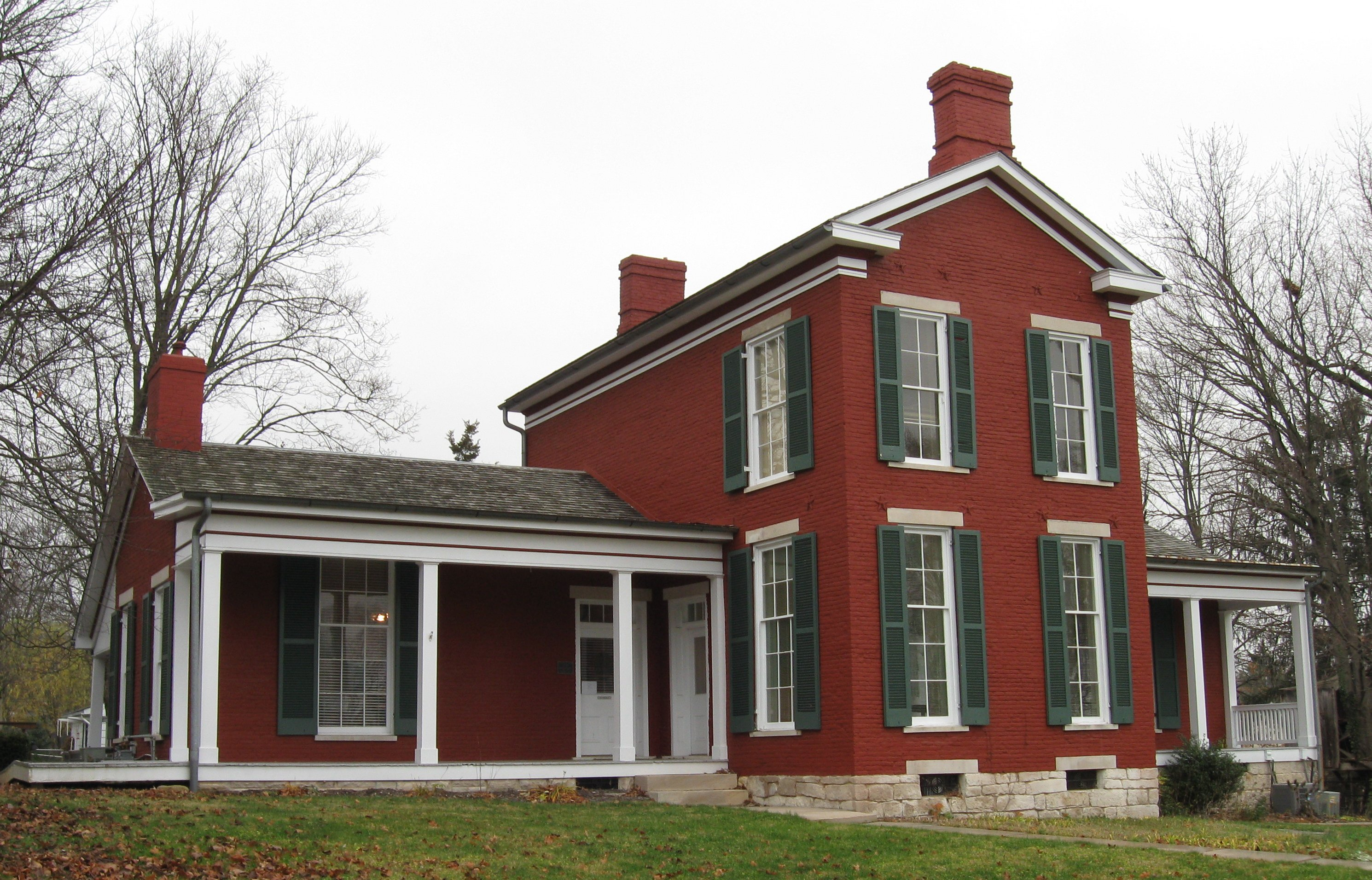
Blair-Dunning House (2009)

31 Bauwerke und Stätten in Bloomington und der näheren Umgebung sind im National Register of Historic Places (NRHP) eingetragen (Stand 22. Oktober 2019), darunter das Blair-Dunning House.
Dazu kommen mehrere Seen und waldreiche Gebiete in der Umgebung, die besonders am Wochenende ein beliebtes Ziel der Einwohner des Monroe County sind. Dazu zählen der bei Studenten sehr beliebte Griffy Lake am Nordrand der Stadt, der von größtenteils von Hügeln und Wäldern umgeben ist. Im Südosten der Stadt gibt es ein Sumpfgebiet mit einem Wasserfall (den Leonard Springs Nature Park), während im Südwesten der Olcott Park den Bewohnern zur Verfügung steht. Nicht mehr im Monroe County, sondern schon im benachbarten Brown County befindet sich der Yellowwood State Forest, der ungefähr 15 Kilometer östlich von Bloomington liegt.

## Städtepartnerschaften
Bloomington pflegt Städtepartnerschaften seit 1988 mit Posoltega in Nicaragua und seit 1999 mit Santa Clara auf Kuba.

## Persönlichkeiten
In Bloomington geboren:
- Dee Bradley Baker (* 1962), Synchronsprecher
- Arija Bareikis (* 1966), Schauspielerin
- Joshua Bell (* 1967), Geiger
- Alan Bern (* 1955), Komponist, Pianist, Akkordeonist, Musikpädagoge
- Meg Cabot (* 1967), Autorin und Illustratorin
- Hoagy Carmichael (1899–1981), Komponist, Pianist, Schauspieler und Sänger
- Jack Cathcart (1912–1989), Trompeter, Pianist und Arrangeur
- Sara Caswell (* 1978), Geigerin
- Terri Conn (* 1975), Schauspielerin
- Joe Dowell (1940–2016), Pop- und Folk-Singer-Songwriter
- Mick Foley (* 1965), Wrestler und Buchautor
- Karen Joy Fowler (* 1950), Schriftstellerin
- Marc Gilbertson (* 1969), Skilangläufer
- Rex Grossman (* 1980), American-Football-Spieler
- Barry Hanner (1936–2025), Opernsänger
- Clyde Hare (1927–2009), Fotograf
- Bobby Helms (1933–1997), Country-Sänger
- Joe L. Hensley (1926–2007), Science-Fiction-Autor und Jurist
- Jennifer Hooker (* 1961), Schwimmerin
- Amelia Laskey (1885–1973), Ornithologin und Autorin
- David Lee Roth (* 1954), Sänger der Hard-Rock-Formation Van Halen
- Ronnie Schneider (* 1994), Tennisspieler
- Mark Stryker (* ≈1963), Jazzautor und Journalist
- Mary Hamilton Swindler (1884–1967), Archäologin und Kunsthistorikerin
- Jeri Taylor (1938–2024), Drehbuchautorin und Fernsehproduzentin
- George G. Wright (1820–1896), Politiker

In Bloomington verstorben:
- Peter Boerner (1926–2015), deutsch-amerikanischer Literaturwissenschaftler und Goetheforscher, am 12. Juni 2015
- Linda Dégh (1920–2014), ungarische Folkloristin, am 19. August 2014
- Bernhard Heiden (1910–2000), deutsch-amerikanischer Komponist und Hochschullehrer für Musik, am 30. April 2000
- Alfred Charles Kinsey (1894–1956), amerikanischer Sexualforscher, am 25. August 1956
- Rahsaan Roland Kirk (1936–1977), US-amerikanischer Saxophonist, am 5. Dezember 1977
- Frithjof Schuon (1907–1998), schweizerdeutscher Religionsphilosoph, am 5. Mai 1998
- György Sebők (1922–1999), ungarischer Pianist, am 14. November 1999
- Oskar Seidlin (1911–1984), deutsch-amerikanischer Germanist und Autor, am 11. Dezember 1984
- János Starker (1924–2013), US-amerikanischer Cellist ungarischer Herkunft, am 28. April 2013
- Esther Thelen (1941–2004), Entwicklungspsychologin und Hochschullehrerin
- Camilla Williams (1919–2012), afro-amerikanische Sopranistin, am 29. Januar 2012

## Trivia
- Der Oscar-prämierte Film Vier irre Typen – Wir schaffen alle, uns schafft keiner (1979) über das jährliche lokale Fahrradrennen Little 500 wurde in Bloomington gedreht.
- Bloomington war das Vorbild für den fiktiven Ort Chalmerston in Patricia Highsmiths Roman Leute, die an die Tür klopfen (1983)[7].